# Ибрахим ибн Масуд
Ибрахим ибн Масуд (перс. ابراهیم غزنوی‎) (1033 — 25 августа 1099) — султан Газневидского государства (апрель 1059 — 25 августа 1099). Будучи заточен в крепость Баргунд, он был одним из князей династии Газневидов, который избежал резни узурпатора Тогрула в 1052 году. После того, как его брат Фаррухзад захватил власть, Ибрахим был отправлен в крепость Ней. В этой же крепости поэт Масуд Саада Салмана позднее провел десять лет в заключении.
После смерти Фаррухзада Ибрахим был признан последним оставшимся в живых мужчиной-Газневидом. За ним в Ней был послан военный эскорт, и он въехал в Газну 6 апреля 1059 года . Правление Ибрахима считалось золотым веком для государства Газневидов из-за договоров и культурных обменов с великой империей сельджуков.

## Жизнь
Ибрахим родился во время военного похода его отца Масуда в Горган и Табаристан (около 1033 г.). По сообщениям, у него было 40 сыновей и 36 дочерей. Одна из этих дочерей вышла замуж за прапрадеда историка Джузджани.
Сын Ибрахима, Масуд, женился на Гаухар-хатун, дочери сельджукского султана Малик-шаха, как условие мира между великой империей сельджуков и государством Газневидов.
Каждый год Ибрахим переписывал Коран от руки и отправлял его халифу в Мекку.

## Правление
Ибрахим восстановил города и поселения, провел энергичную политику восстановления социального мира и экономического процветания в Газневидском государстве, инициатором которой был его брат Фаррухзад. В неизвестное время Ибрахим также арестовал своего визиря Абу Сахля Худжанди по неизвестным причинам. В 1060 году по просьбе знати Гура Ибрахим ибн Масуд вторгся в этот регион и сверг его правителя Аббаса ибн Шиса (1035—1060). Затем он посадил на гуридский трон сына последнего Мухаммада ибн Аббаса (1060—1080).
Ибрахим послал своего сына Махмуда во главе газневидской армии, состоящей из 40 000 всадников, в набег на Доаб между 1063 и 1070 годами. После успешных кампаний Махмуда в Индию Ибрагим первоначально назначил его губернатором Индии. Он временно занял города Агру и Каннаудж, а также атаковал Малву. Однако по неизвестным причинам Махмуд впал в немилость, был заключен в тюрьму в крепости Най, а его брат Масуд занял его место на посту губернатора Индии. Лишенный своих западных земель, он все больше поддерживался богатствами, накопленными в результате набегов через Северную Индию, где он столкнулся с жестким сопротивлением со стороны индийских правителей, таких как Парамара из Малвы и Гаадвала из Каннауджа .
После 14 лет мира с великой империей сельджуков Ибрахим ибн Масуд в январе 1073 года послал армию в Сакалканд. Его армия встретила первоначальный успех, захватив в плен дядю сельджукского султана Малик-шаха, Усмана ибн Чагры-бека, который был послан в Газну. Однако армия, возглавляемая сельджукским амиром Гумуштегином Бильге-беем и Ануш-Тегином Гарчаи, вытеснила армию Газневидов, опустошившую Сакалканд. В 1077/1078 году Ибрахим назначил Абд аль-Хамида Ширази своим визирем.
В 1079 году Ибрагим возглавил военный поход в Индию, осадил крепость Пакпаттан в 120 парасангах (480 милях) от Лахора и взял её 13 августа 1079 года. Абуль Наджм Зарир Шайбани, военный комендант Лахора, совершил успешные набеги на индуистские города Бенарес, Танесар и Канаудж. Ещё одним главным достижением правления Ибрагима было возвышение Лахора как крупного культурного центра под управлением наместничества его внука Ширзада.

## Смерть
Ибрахим ибн Масуд скончался 25 августа 1099 года, положив конец 40-летнему правлению. Его усыпальница находится в северо-восточной части средневековой Газны рядом с усыпальницей Шейха Радии д-Дина Али Лалы во дворце султана Масуда III.